# Australomysis acuta
Australomysis acuta är en kräftdjursart som beskrevs av W. M. Tattersall 1927. Australomysis acuta ingår i släktet Australomysis och familjen Mysidae. Inga underarter finns listade i Catalogue of Life.